# Strada statale 326 di Rapolano
La ex strada statale 326 di Rapolano (SS 326), declassificata come parte della nuova strada ANAS 3 Siena-Bettolle (NSA 3), era una strada statale italiana.

## Percorso
Il tracciato originario aveva inizio dalla strada statale 73 Senese Aretina in località Colonna del Grillo (comune di Castelnuovo Berardenga). Lungo il suo tracciato toccava Sinalunga e Torrita di Siena (dove si innestava la ex strada statale 327 di Foiano) prima di lambire la frazione di Montepulciano Stazione nei pressi della quale si innestava la ex strada statale 454 di Pozzuolo. Proseguendo in direzione sud-est termina a Chiusi dove si innestava sulla ex strada statale 146 di Chianciano.
In seguito al decreto legislativo n. 112 del 1998 e al D.P.C.M. del 21 settembre 2001, l'itinerario della SS 326 è stato rivisto, e da Sinalunga prosegue per Bettolle, ove confluisce nel raccordo autostradale 6 con una nuova chilometrica dal km 1,480 (innesto con la SS 73 presso Colonna del Grillo) al km 29,025 (innesto con il RA 6 presso Bettolle); la gestione del tratto dismesso da Sinalunga a Chiusi è passata dall'ANAS alla Regione Toscana che ha provveduto al trasferimento dell'infrastruttura al demanio della Provincia di Siena che l'ha classificata come strada provinciale 326 di Rapolano (SP 326).
Fino al 2008 la strada mantenne la classificazione esposta seppur con una revisione della chilometrica, salvo venir poi declassificata a causa dei lavori di ammodernamento che l'hanno interessata, con il tracciato che entrò a far parte della struttura provvisoriamente classificata come parte della NSA 3 Siena-Bettolle a sua volta ulteriormente classificata nel 2011 come strada statale 715 Siena-Bettolle.